# Edmond Laurens
Pour les articles homonymes, voir Laurens.
Edmond Laurens est un compositeur et pédagogue français né le 10 novembre 1852 à Bergerac et mort le 27 novembre 1925 à Paris.

## Biographie
Jean Jacques Antoine Edmond Laurens naît le 10 novembre 1852 à Bergerac (Dordogne),.
Il étudie au Conservatoire de Paris, où il est élève de Jules Duprato en harmonie et d'Ernest Guiraud en composition,.
Après 1900, il enseigne au Conservatoire,.
Comme compositeur, il est l'auteur d'œuvres « consciencieusement écrites et qui illustrent l'académisme fin de siècle », relève le musicologue Joël-Marie Fauquet.
Edmond Laurens a notamment écrit de nombreuses partitions pour piano, un quatuor à cordes, un trio, des mélodies, et pour l'orchestre Mascarade (1888), Divertissement japonais (1890), Ballabile (1891) et À travers champs (1900). Pour le théâtre, il a composé La Harpe et le Glaive, La Neuvaine de la chandeleur, Irlande, Conte d'amour et Roses d'automne.
Comme pédagogue, il est également l'auteur des manuels Cours d'enseignement musical pianistique (1901) et L'Art du correcteur,.
Edmond Laurens meurt le 27 novembre 1925 à Paris,. Il est inhumé au cimetière du Montparnasse.

## Œuvres
Parmi ses œuvres, figurent notamment :
- La Harpe et le Glaive, opéra ;
- Les Amours d'un soldat de plomb, pantomime ;
- La Neuvaine, pièce lyrique ;
- autres œuvres scéniques :
  - Irlande ;
  - Conte d'amour ;
  - Roses d'automne.
- Suite japonaise, pour orchestre ;
- des œuvres pour piano ;
- de nombreuses mélodies.